# Calyptomyrmex nummuliticus
Calyptomyrmex nummuliticus is een mierensoort uit de onderfamilie van de Myrmicinae. De wetenschappelijke naam van de soort is voor het eerst geldig gepubliceerd in 1914 door Santschi.